# تن‌تن: ماجرای سرنوشت
«تن‌تن: ماجرای سرنوشت» (انگلیسی: Tintin: Destination Adventure) یک بازی ویدئویی در سبک نقش‌آفرینی است که توسط اینفوگرمز اینترتیمنت و در سال ۲۰۰۱ و در پلت‌فرم‌های مایکروسافت ویندوز و پلی‌استیشن منتشر شده‌است. این بازی براساس کمیک های ماجراهای تن تن ، که توسط هرژه نوشته شده ، طراحی شده است.

## گیمپلی

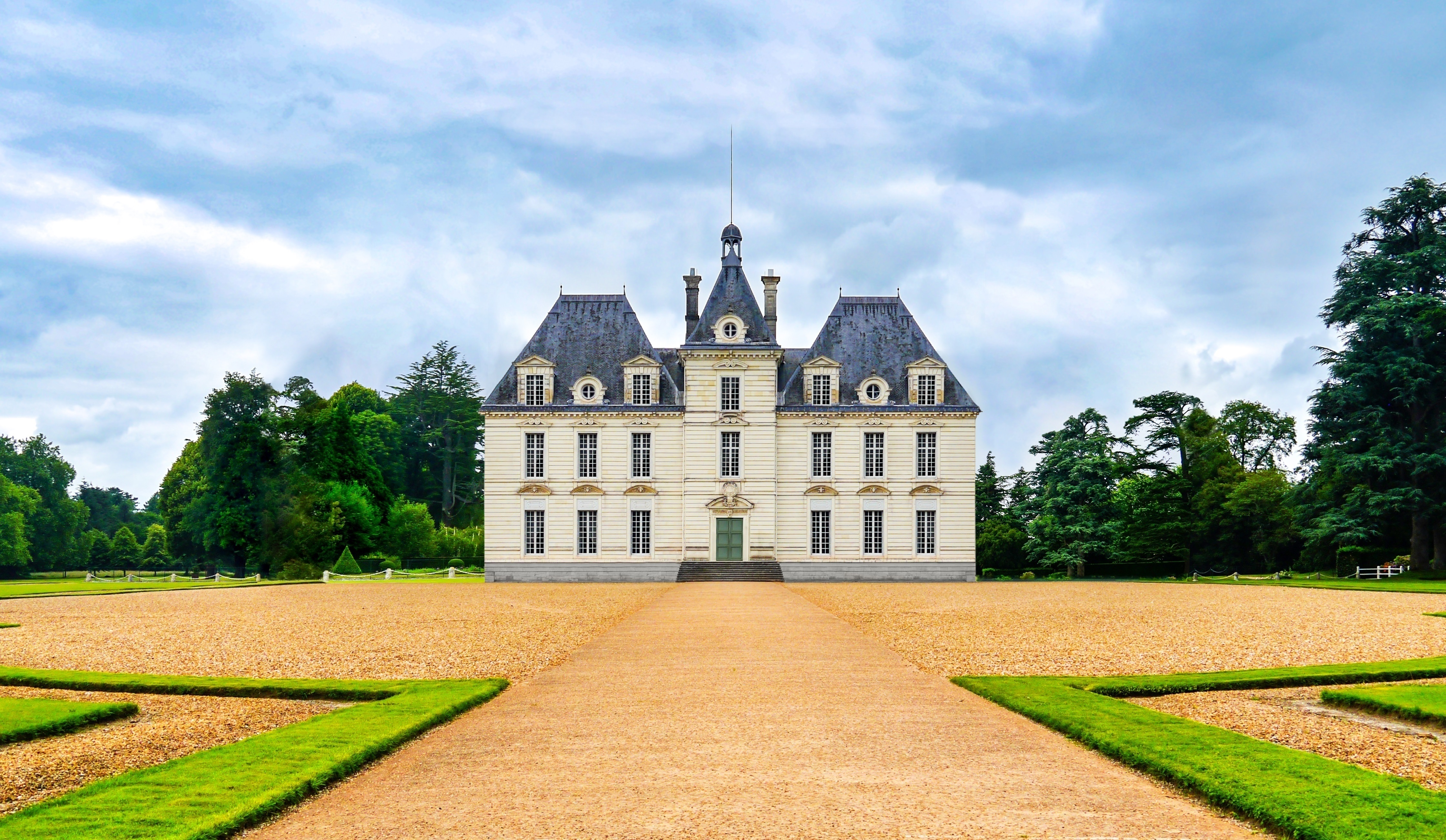
محل فیلمبرداری از داستان تن‌تن: ماجرای سرنوشت

این بازی داستان های «جزیره سیاه»٬«گنج های راکام»٬«سرزمین طلای سیاه»٬«روی ماه قدم گذاشتیم»،«پرواز ۷۱۴» که از مجموعه کمیک های ماجراهای تن تن است ، را روایت میکند.
گیم پلی بازی از داستان «جزیزه سیاه» شروع و به «پرواز 714» ختم میشود. این بازی جمعاً 21 مرحله است.
در مرحله های اول هر داستان ، بازیکن باید یک وسیله نقلیه را کنترل کند.«اجباری». در مرحله های دوم هر داستان، بازیکن در نقش تن تن در مکان های مختلف قرار می‌گیرد.«اجباری». در مرحله ه‍ای سوم هر داستان، بازیکن در نقش تن تن قرار میگیرد تا در برابر دشمنان بزرگ تن تن بایستد.«اجباری». در مرحله های چهارم هر داستان ، بازیکن در نقش میلو (سگ با وفای تن تن) قرار میگیرد تا استخوان جمع کند.(اجباری نیست).